# 莫达哈欣
拿督莫达哈欣（1942年5月1日—2020年11月18日），马来西亚政治人物，曾在第四任首相马哈迪·莫哈末掌权时期担任文化、青年及体育部长。他在1982年4月被控谋杀前森美兰州议长达哈，后来于1983年被判死刑。1984年获得国家元首宽赦，改为终身监禁。1991年4月15日再获宽赦提早出狱。

## 涉及谋杀案
1982年4月14日，前森美兰州立法议会议长达哈在利民济屋外被发现遭枪杀身亡，当时距第六届全国大选只有8天。警方在4个月的调查中共逮捕了10人，最后逮捕的是时任文化、青年及体育部长莫达哈欣，他于1982年7月10日凌晨在灵市官邸被捕。经过进一步调查，时任总监察长署决定起诉5人：首被告莫达哈欣、第二被告诺丁佐汉、第三被告拉玛沙地曼、第四被告阿玆阿都拉和第五被告亚滋士敦布。
案件开审后，莫达哈欣的谋杀动机浮出水面，原因是两人的政治派系斗争。尽管同为森州巫统政坛成员，达哈与莫达哈欣是死对头。1980年，莫达哈欣取代了达哈担任巫统淡边区部主席。1982年大选中，达哈被提名竞选利民济州议席，莫达哈欣则竞选淡边区国会议席。两人的冲突加剧，最终导致莫达哈欣策划谋杀。经过75天审讯，1983年3月5日，高庭法官判决莫达哈欣和第三被告拉玛沙地曼杀人罪名成立，第二和第四被告无罪释放。莫达哈欣上诉被驳回，但第三被告获准上诉成功。1984年3月3日，莫达哈欣被最高元首宽赦，死刑改为终身监禁，后因国家元首再度颁发宽赦令而于1991年4月15日获释。
出狱后，莫达哈欣在开斋节期间曾拜访时任首相马哈迪·莫哈末，也是他出狱后首次公开露面。关于他是否重返政坛曾一度引起广泛关注。

## 去世
2020年11月18日凌晨3时10分，莫达哈欣因脑部出血在安邦医院过世，享年78岁。